# Arsenal de l’Aéronautique
Arsenal de l’Aéronautique (позже SFECMAS) — ныне не существующая французская авиастроительная компания, основанная правительством Франции в 1936 году в Виллакубле.
Перед Второй мировой войной, разработала несколько перспективных моделей лёгких истребителей, но не успела произвести ни одну из них в достаточных для противостояния немецкому вторжению количествах. В послевоенный период предприятия Arsenal переехали в Шатийон-су-Баньё, где в 1952 году были приватизированы и вошли в состав компании SFECMAS.
В 1955 году (по другим данным — ещё в октябре 1954 года) произошло слияние SFECMAS с компанией SNCAN. В январе 1958 года объединение было переименовано в Nord Aviation, и под таким названием просуществовало до 1970 года, когда после очередного слияния с Sud Aviation была образована фирма Aérospatiale (ныне EADS), основной французский производитель авиатехники.

## История

### Промышленный стандарт
В период между созданием Министерства авиации (14 сентября 1928 года) и принятием 1 апреля 1933 года решения о создании ВВС как отдельного рода войск, наглядно выявилось отставание французской авиапромышленности во многих областях по сравнению с такими странами, как Великобритания, Италия и даже Германия.
Докладчик первого бюджета Министерства, утверждённого голосованием 2 июля 1934 года, депутат от социалистов Пьер Ренодель предложил создать государственное предприятие с целью изучения новых методов производства и разработки современных образцов вооружения. Под руководством Промышленно-технического управления (DTI, Direction technique et industrielle) Министерства авиации это предприятие под названием Arsenal du matériel aérien было создано в конце 1934 года. Его конструкторское бюро возглавил генеральный инженер Мишель Вернисс.
Первоначально, перед предприятием ставились следующие задачи:
1. развитие технологий авиастроения, в силу различных причин недоступных для частного сектора[3];
2. контроль за ценами государственных закупок и издержек производства путём сопоставления их с расходами частных компаний[3].

Помимо военных самолётов, оно также производило авиадвигатели, регулирующие клапаны для систем высокого давления, прочее оборудование
С приходом к власти правительства Народного фронта в мае 1936 года и последовавшей национализацией авиационной промышленности, к приведенным выше задачам добавилась ещё одна: обучение инженеров государственных авиазаводов современным технологиям производства.
Компания Arsenal du matériel aérien была переименована в Arsenal de l’Aéronautique и получила в своё распоряжение построенные незадолго до национализации ангары, принадлежавшие Breguet Aviation в Велизи-Виллакубле.

### Конструкторское бюро
Первый контракт компании, заключенный с Мишелем Вибо, касался создания проекта четырёхмоторного трансатлантического самолёта (Air-Wibault 100) на 72 пассажирских места. Однако работа над этим двухпалубным авиалайнером была остановлена в конце 1937 года из-за отсутствия достаточно мощных двигателей. Затем КБ перешло к разработке истребителей VB-10 и VG-30 (конструкторы Вернисс, Бади и Гатье, соответственно). Серийное производство VG-33 началось слишком поздно, чтобы принять участие в французской кампании. Персоналу поначалу пришлось оставить Виллакубле, а завод в Шатийон-су-Баньё, был в сентябре 1942 года передан под контроль немецкой фирмы Focke-Wulf.

### КБ моторостроения
После срыва проекта Air-Wibault 100 в «Арсенал» для разработки дизельных двигателей повышенной мощности был приглашён инженер Пьер Клерже, соучредитель компании Clerget-Blin.
Позже, во время немецкой оккупации, персонал из Виллакубле был переведен на моторостроительную фабрику объединения EETIM, расположенную в городе Вийёрбан близ Лиона, где продолжил работу над турбодизельными двигателями на основе конструкций Гном-Рон.

### Реорганизация компании после освобождения Франции
В декабре 1945 года часть КБ «Арсенала» была передана фирме SNCASO, моторостроительный отдел, возглавляемый генеральным инженером Раймоном Маршалом, оказался в группе по изучению дизельных двигателей GEHL (Groupe d’étude des moteurs à huile lourde) а затем был переведен в компанию SNECMA. В начале 1946 года общая численность персонала составляла приблизительно 400 человек, в том числе около двадцати «трофейных» немецких инженеров. Среди них была группа, работавшая над проектом сверхзвукового летающего крыла DFS 346, прототип которого был построен в конце 1947 года.
В том же году «Арсенал» был приватизирован. Количество персонала на предприятиях (Шатийон, Вийёрбан, Страсбур, Виллакубле составляло уже 2380 человек.
В 1949 году были построены планеры Ars 1301 и Ars 2301, с треугольным и стреловидным крылом соответственно, предназначавшиеся для исследований аэродинамики летательных аппаратов на сверхзвуковых скоростях. Эффект, произведенный этими изысканиями, привёл к заказу французским правительством разработки проекта сверхзвукового перехватчика с треугольным крылом. Этим самолётом стал Nord Gerfaut (1954).

### SFECMAS
31 декабря 1952 компания Arsenal de l’aéronautique была переименована в SFECMAS (Société Française d’Etude et de Constructions de Matériel Aéronautiques Spéciaux, Французское общество по исследованию и строительству специальной авиационной техники).
Профиль её деятельности после работ над проектом перехватчика Gerfaut также несколько изменился. В дальнейшем она специализировалась на разработке ракет различных классов. Под руководством Жана Бастьена-Тири была создана противотанковая ракета с проводным управлением Ars 5201 (SS.10, выпускалась с 1950 года), за ней последовали AS.10 и SS.11.
В декабре 1954 года кампания была поглощена фирмой SNCAN и далее именовалась Nord-Aviation. На её счету массовый выпуск (около 180 000 штук) ракеты SS-11 и экспорт её в 37 стран, разработка ракет-мишеней CT.10 (Ars 5501), CT.20 (Ars 5510), CT.41, противокорабельной SM.20. и других образцов реактивной и авиационной техники.

## Продукция фирмы

### Авиационная техника

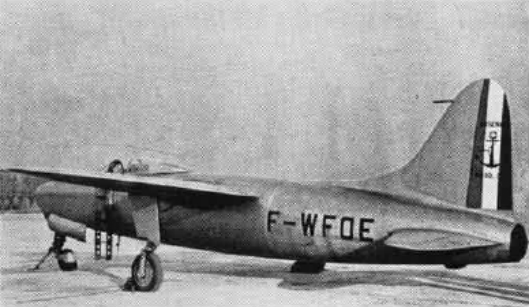
Arsenal VG-90

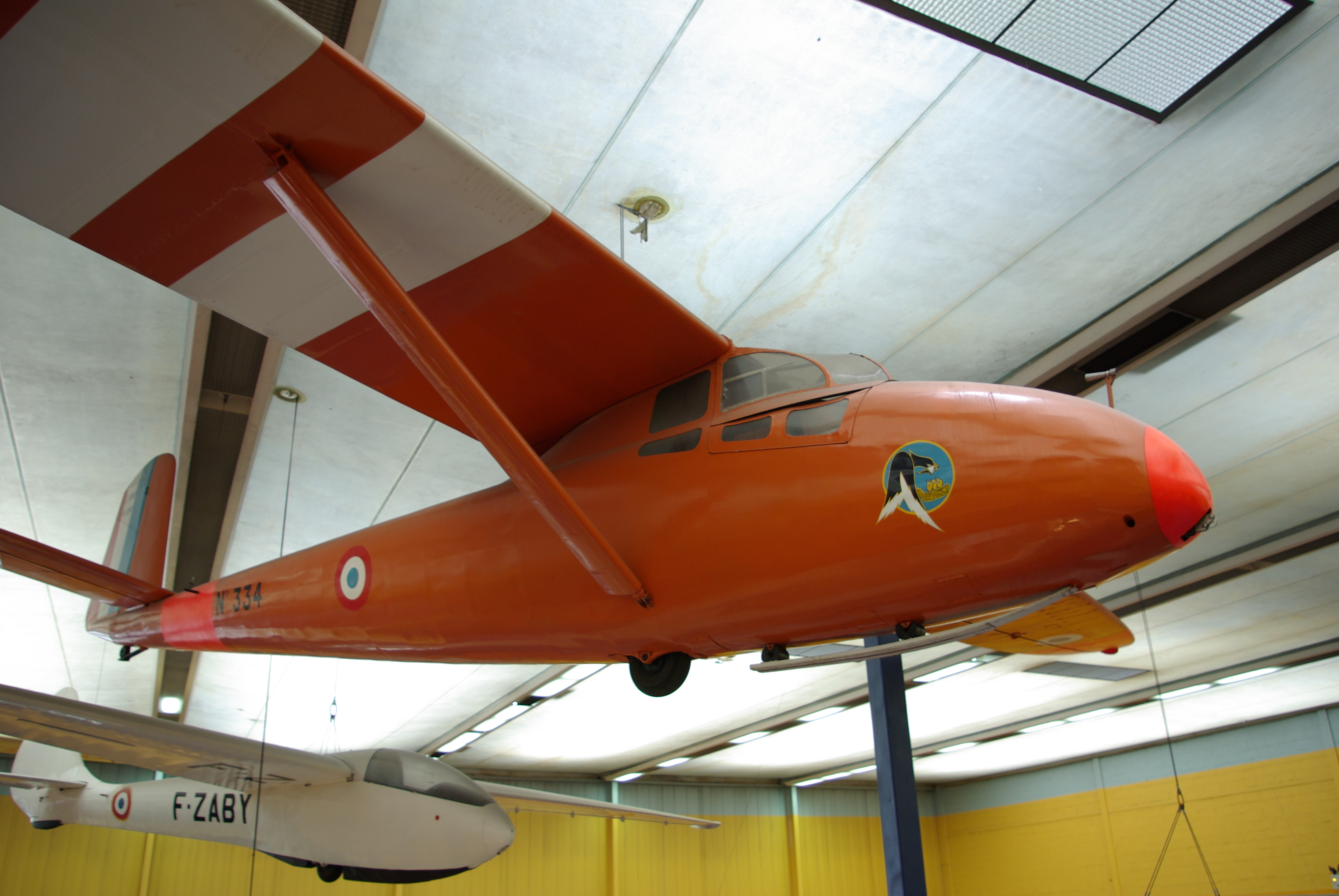
Air 100

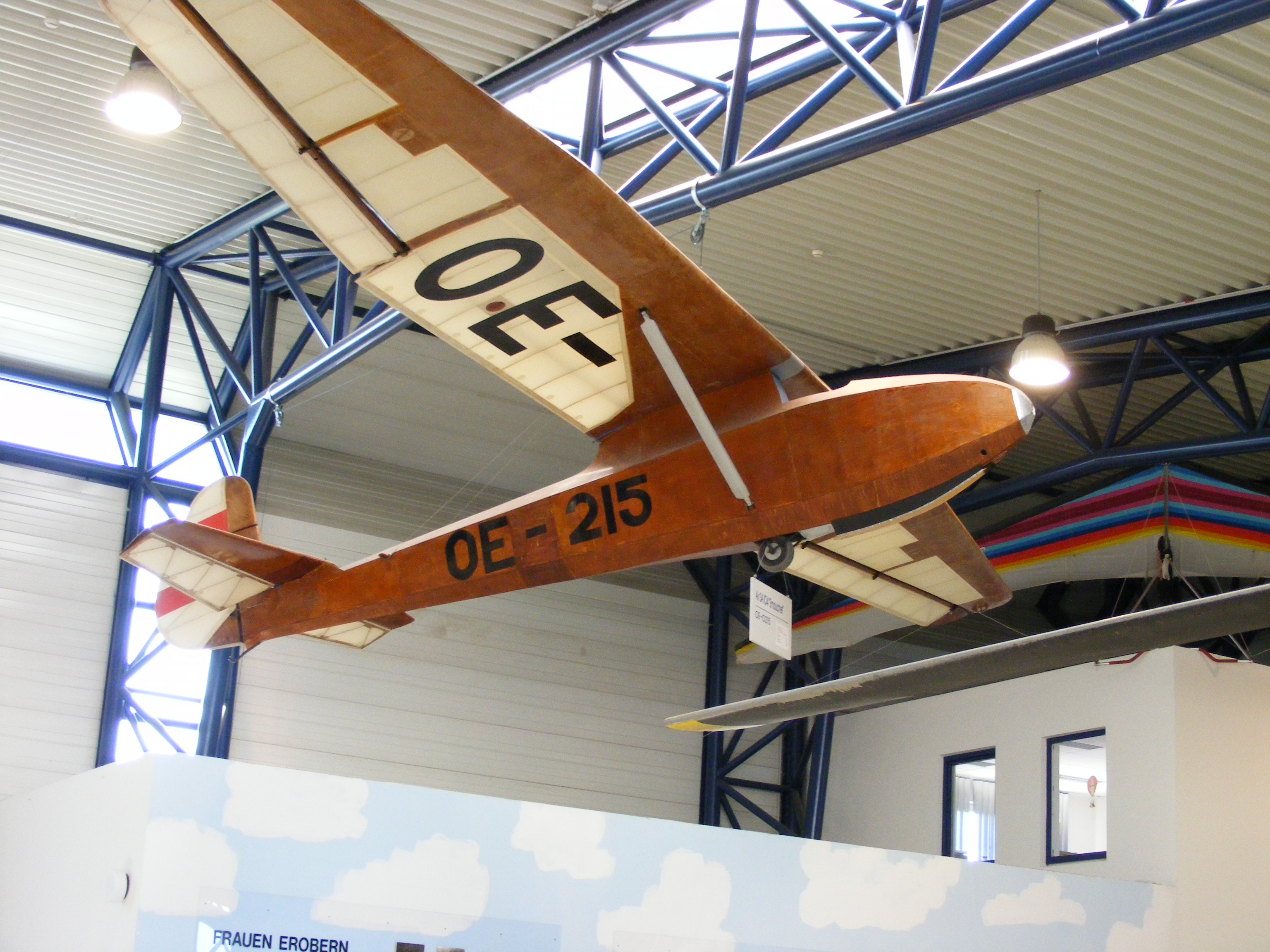
Планер S.A. 104 Émouchet в Flugmuseum Aviaticum de Wiener Neustadt (Австрия).

- Arsenal VG 30 (1938) Прототип лёгкого истребителя по конкурсу C1. Построен 1, с двигателем Hispano-Suiza 12Xcrs вместо планировавшегося Potez 12Dc;
- Arsenal VG 31 VG-30 вариант с двигателем Hispano-Suiza 12Y-31. 1 экземпляр;
- Arsenal VG 32 VG-30 вариант с двигателем Allison V-1710C-15. 1 экземпляр;
- Arsenal VG-33 серийный вариант VG-32 с двигателем Hispano-Suiza 12Y-31. Предположительно построено около 50 экземпляров (на момент капитуляции Франции имелось около 160 самолётов в различной степени готовности. Точное количество завершённых постройкой неизвестно.);
- Arsenal VG-34 VG-33 с двигателем Hispano-Suiza 12Y-45. 1 экземпляр;
- Arsenal VG-35 VG-33 с Hispano-Suiza 12Y-51. 1 экземпляр;
- Arsenal VG-36 (1940) VG-33 с Hispano-Suiza 12Y-51, изменён капот радиатора. 1 экземпляр;
- Arsenal VG-37 Проект VG-33 с увеличенной дальностью полёта. Не строился;
- Arsenal VG-38 Проект VG-33 с новым двигателем Hispano-Suiza 12Y-77. Не строился;
- Arsenal VG-38-bis: Hispano-Suiza 12Z-17
- Arsenal VG-39 (1940) VG-36 с более обтекаемым носом и большим двигателем Hispano-Suiza 12Z . 1 экземпляр;
- Arsenal VG-40 VG-39 с двигателем Rolls Royce Merlin III. Не строился;
- Arsenal VG-50 VG-39 с двигателем Allison V-1710-39. Не строился;
- VG-60 — Последний проект серии VG-30/33 с 1000-сильным Hispano-Suiza 12Y-51, оснащённым двухступенчатым турбонагнетателем конструкции Шидловского-Планьё[1]
- Arsenal-Delanne 10 (1941) истребитель с крыльями схемы «тандем», мотор Hispano-Suiza 12Ycrs (860 л. с.). Построен 1.
- Arsenal VB 10 (1945) Двухмоторный винтовой истребитель с силовой установкой из 1150-сильных двигателей Hispano-Suiza 12Zars-15 и 12Zars-16. Построено 6;
- Arsenal O.101 (1947) Опытный самолёт для исследования профилей крыла. Двигатель Renault 12S. 1 экземпляр;
- Arsenal VG 70 (1948) экспериментальный реактивный самолёт со стреловидным крылом, развитие DFS 346. Двигатель Jumo 004B-2. 1 экземпляр;
- Arsenal VG 80;
- Arsenal VG 90 (1949) реактивный палубный истребитель со стреловидным крылом. 3 начаты постройкой, завершено 2. с двигателем Hispano-Suiza Nene 102 (лицензионная версия Rolls-Royce Nene);

### Авиадвигатели

#### Arsaéro
- Arsenal 12H послевоенные доработки лицензионного Junkers Jumo 213 (V-12);
- Arsenal 12H-Tandem: тандем из двух двигателей 12H, соосный привод воздушных винтов;
- Arsenal 12K Модификация 12H;
- Arsenal 24H 24-цилиндровый Н-образный двигатель на базе двух блоков 12H с новым картером;
- Arsenal 24H-Tandem: тандем из двух 24H, соосные винты.

### Планёры
- Air 100/101/102 (1947—1952) 43 экземпляра, включая 25 с усиленной рамой, построенных Виктором Минье в 1952 году;
- Air 4111 (1949). 1 экземпляр;
- Arsenal Emouchet (1942) около 500 экземпляров всех модификаций;
- Arsenal 1301 сверхзвуковой экспериментальный планер с треугольным крылом;
- Arsenal 2301 сверхзвуковой экспериментальный планер со стреловидным крылом.

### Мишени и ракеты
- Arsenal 5201 (1955) ПТУР SS 10, созданная на базе Ruhrstahl X-7 «Rotkäppchen»;
- Arsenal AS 10 ракета «воздух-воздух» для лёгкой армейской авиации;
- Arsenal 5501 (1951) мишень CT 10 по типу трофейной Фау-1;
- Arsenal 5510 (1957) мишень CT 20, выпускалась Nord Aviation;
- Nord SM 20: (sol-mer противокорабельная ракета), также по лицензии выпускалась компаниями Hawker Siddeley и Bell Aircraft (PQM-56A);
- Nord CT 41 сверхзвуковая мишень.